# Kildemoes
Kildemoes er et dansk cykelmærke, grundlagt af Børge Kildemoes i 1942 i Odense, hvor også en anden dansk cykelproducent, SCO cykler (Smith og Co., 1894;1905 som cykelproducent), blev grundlagt. Fra 2007 ejer Dansk Supermarked rettighederne til mærket SCO.
I starten producerede han cykler under navnet Børge Kildemoes Cykelfabrik i kælderen i familiens villa i Odense. I 1959 flyttede han produktionen til det nedlagte mejeri i Nørre Lyndelse.
I 1987 blev Kildemoes opkøbt af svenske Monark Stiga, der i 1995 blev overtaget af Grimaldi Industri, og Kildemoes kom ind i koncernen Cycleurope. De svenske ejere lukkede 1. oktober 2010 produktionen af cykler i Danmark, og flyttede den til Frankrig, Sverige, og Fjernøsten. Tilbage blev omtrent 20 administrative medarbejdere i Nr. Lyndelse.